# Золотой Рог (гостиница и театр)

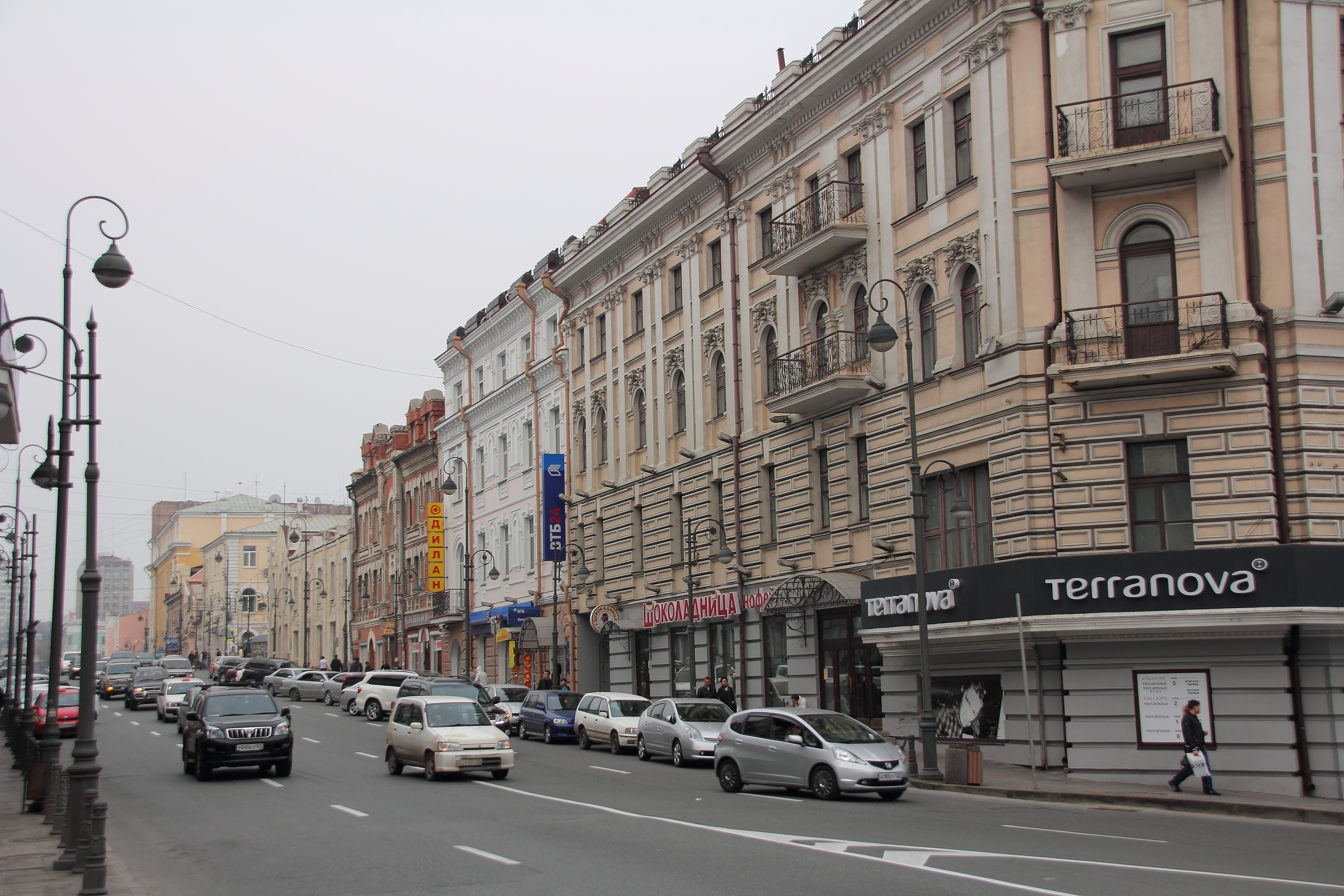
Фасад, выходящий на Алеутскую улицу

«Золото́й Рог» — гостиница (до 1987 года) и театр (до 1932 года) во Владивостоке. Сохранившееся до настоящего времени 4-этажное каменное здание на Светланской, 13, где они размещались, построено в 1901—1903 годах инженером И. С. Багиновым. До этого гостиница располагалась в деревянном здании, построенном в 1872 году и в 1870-х годах неоднократно перестраивавшемся. Деревянный театральный зал пристроен к зданию в 1885 году. В дореволюционное время «Золотой Рог» принадлежал известному владивостокскому купцу Иванe Ивановичe Галецкому.
Театр «Золотой Рог» в 1932 году был переименован в театр имени М. Горького. В 1975 году театр переехал в новое здание, а зал был передан краевой филармонии. Гостиница «Золотой Рог» была закрыта в 1987 году, в 1994 году перестроена в торговый центр, унаследовавший её имя.
Названы в честь бухты Золотой Рог, на берегах которой стоит Владивосток.

## История

### Дореволюционное время
Участок, на котором в настоящее время стоит дом 13 по ул. Светланской (по ул. Алеутской это дом 20), в 1872 году был приобретён купеческим сыном А. В. Зайковым, который построил здесь первый деревянный дом. Три года спустя он продал участок и дом купцу 2-й гильдии В. И. Полячеку, а тот в 1876 году перепродал его купцу И. И. Галецкому. Галецкий был родоначальником гостиничного бизнеса во Владивостоке. Первоначально он сдавал в доме несколько меблированных комнат, затем, пристраивая к дому новые помещения, в начале 1880-х годов превратил его в двухэтажную гостиницу. В 1885 году он пристроил к гостинице деревянный зрительный зал на 350 мест, который стал первой театральной площадкой во Владивостоке и был известен среди местных жителей как «театр мадам Галецкой», хотя официально и театр, и гостиница назывались «Золотой Рог».
В 1890-х годах в динамично развивающемся Владивостоке стала ощущаться нехватка гостиничных мест. Частными лицами были предприняты попытки построить большие каменные дома под гостиницы. В 1894 году купец 2-й гильдии А.А, Иванов, потратив на строительство 70 тыс. руб., оказался на грани разорения и безуспешно просил ссуду на завершение строительства. 17 августа 1895 года И. И. Галецкий подал ходатайство по получении казённой ссуды на 100 тыс. рублей, однако тоже получил отказ. В 1899 году он оказался в тяжёлом положении: деревянная гостиница и театральный зал сильно пострадали при пожаре и не функционировали. Тем временем его главный конкурент А. А. Иванов достроил и открыл гостиницу и театр «Тихий океан» (сейчас — дом на Светланской, 1). В 1900 году Галецкий запросил ссуду в Министерстве финансов, снова получил отказ и был вынужден начать строительство на собственные средства.
В 1901—1903 годах инженером И. С. Багиновым построено 4-этажное каменное здание, которое стоит здесь по сей день. Чтобы добыть средства на строительство, Галецкий заложил землю в банк, переписался из 1-й купеческой гильдии во 2-ю и с целью удешевления работ незаконно внёс изменения в утверждённый городской управой проект. Новое здание стало одним из самых больших в городе. В западной части находились меблированные комнаты, гостиница и ресторан, в восточной — театр на 850 мест с балконом и двумя ярусами лож. В 1904 году 60-летний Галецкий отошёл от дел, доверив содержание гостиницы управляющему Воскобойникову, а театр сдал в аренду антрепренёру Соломину.
В 1905 году театр был закрыт за нарушение пожарной безопасности, а в конце октября 1905 года разгромлен в ходе вооружённого антиправительственного выступления и сильно пострадал от пожара. Восстановительные работы продолжались до начала октября 1906 года. Проект реконструкции здания был разработан И. В. Мешковым. В ходе реконструкции дом получил электрическое освещение и паровое отопление. Всего в гостинице было 40 номеров и меблированные комнаты с ванными, на первом этаже разместились магазин дамского платья «A lа Parisienne» купца 2-й гильдии Б. Ф. Новака, магазин модной обуви Петерсена, ювелирный магазин А. И. Барашкова. Несколько меблированных комнат занимали представительства торговых компаний, в числе которых «Товарищество Лаксер и Ко». Театр был передан в аренду И. М. Арнольдову за 35 тысяч рублей в год. Число мест в зале уменьшилось до 800. Театральный сезон 1906—1907 года зал открылся оперой «Аида» в постановке самого Арнольдова.
Театр «Золотой Рог» стал заметным явлением в культурной жизни Владивостока. 28 марта 1903 года здесь с большим успехом прошёл концерт знаменитого скрипача К. Думчева. На сцене театрального зала танцевала не менее знаменитая балерина Екатерина Васильевна Гельцер, выступал популярный артист Мамонт Викторович Дальский.
По оценкам на 1909 год гостиница и театр «Золотой Рог» стоили 397 тыс. рублей и были вторым крупным объектом недвижимости во Владивостоке после магазина компании «Кунст и Альберс» (ныне здание ГУМа на Светланской, 35), который стоил 408 тыс. рублей. Чистый доход от «Золотого Рога» в 1915 году составил 50 тыс. рублей.
С 1909 по 1922 год театр «Золотой Рог» был сдан в аренду антрепренёру Е. М. Долину. Благодаря его усилиям на сцене «Золотого Рога» выступали многие известные гастролёры: в 1909 году — Вера Фёдоровна Комиссаржевская, в 1910 году — Павел Николаевич Орленев, Константин Александрович Варламов, в 1911 году — Василий Пантелеймонович Далматов, в 1914 году — Екатерина Николаевна Рощина-Инсарова. В годы гражданской войны театр стал пристанищем для актёров, бежавших из большевистской России.
Русская актриса Вера Фёдоровна Комиссаржевская посетила Владивосток в марте-апреле 1909 года во время гастролей по городам Сибири и Дальнего Востока. В театре «Золотой Рог» её труппа, состоявшая из 20 человек, сыграла «Кукольный дом» Генрика Ибсена, «Бесприданницу» А. Н. Островского и другие спектакли.
В 1919 году в театре собирался «клуб футуристов», членами которого были поэт Николай Николаевич Асеев и художник Давид Давидович Бурлюк. В 1920 году здесь был организован театр рабочей молодёжи.

### Советское время
После победы советской власти «Золотой Рог» был национализирован. Гостиница сохранила прежнее название, работала до 1987 года и была закрыта из-за аварийного состояния. В 1994 году её приватизировало акционерное общество «Межотраслевое объединение коммунального хозяйства». В 1995—1997 годах бывшая гостиница была отреставрирована и превращена в торговый центр с прежним названием. Проект реставрации был выполнен НИИ «Приморгражданпроект» (главный архитектор проекта Г. М. Сусол). На верхних этажах здания располагаются офисные помещения. В настоящее время (июнь 2012 года) торговый центр находится в ремонте.
Театральный зал в середине 1920-х годов был передан городскому драматическому театру, который до 1932 года носил название «Золотой Рог». В 1932 году он был преобразован в Приморский областной (с 1938 года — краевой) театр имени М. Горького. Здесь блистали многие замечательные артисты: народный артист республики В. Давидов (1849—1925), лауреат Государственной премии СССР Варвара Осиповна Массалитинова, народный артист республики П. Н. Орленев.
В 1975 году театр переехал в новое здание на Светланской, 49, а старый зал был передан Приморской краевой филармонии. В 1996 году он находился в аварийном состоянии и был закрыт.